# San Estevan
San Estevan est un site archéologique maya situé dans le nord du Belize.

## Découverte
San Estevan a été cartographié dans les années 60 par l'archéologue William Bullard.